# Художественная гимнастика на летних юношеских Олимпийских играх 2010
Одним из разделов соревнований по гимнастике на I летних юношеских олимпийских играх были соревнования по художественной гимнастике. Разыгрывались только медали в многоборье — один комплект в индивидуальном, и один — в групповом первенстве.

## Календарь
| Дисциплина           | 24 августа   | 25 августа |
| -------------------- | ------------ | ---------- |
| Личное первенство    | квалификация | финал      |
| Групповое первенство | квалификация | финал      |

## Медалисты

### Индивидуальное первенство
| Страна      | Фамилия                      |
| ----------- | ---------------------------- |
| 1. Россия   | Александра Меркулова         |
| 2. Беларусь | Арина Шарапа                 |
| 3. Германия | Яна Березко-Маргграндер      |
| 4. Малайзия | Ван Нин Ли                   |
| 5. Болгария | Анастасия Киссе              |
| 6. Израиль  | Виктория Вайнберг-Филановски |
| 7. США      | Полина Козитски              |
| 8. Украина  | Виктория Шинкаренко          |

### Групповое первенство
| Страна    |
| --------- |
| 1. Россия |
| 2. Египет |
| 3. Канада |
| 4. Япония |

## Общий зачёт
| Общее количество медалей |          |        |         |        |       |
| Место                    | Страна   | Золото | Серебро | Бронза | Всего |
| 1                        | Россия   | 2      | 0       | 0      | 2     |
| 2                        | Беларусь | 0      | 1       | 0      | 1     |
| 2                        | Египет   | 0      | 1       | 0      | 1     |
| 3                        | Канада   | 0      | 0       | 1      | 1     |
| 3                        | Германия | 0      | 0       | 1      | 1     |